# Rue du Perche
Rue du Perche je ulice v Paříži v historické čtvrti Marais. Nachází se ve 3. obvodu.

## Poloha
Ulice vede od křižovatky s Rue Vieille-du-Temple a končí na křižovatce s Rue Charlot.

## Historie
Ulice byla otevřena v roce 1626 na pozemcích náležejících k bývalému templářskému klášteru. Nese jméno bývalé francouzské provincie Perche. Francouzský král Jindřich IV. plánoval vybudovat ve čtvrti Marais rozsáhlé náměstí Place de France, z jehož realizace po králově smrti sešlo. Na tomto náměstí mělo končit osm ulic a každá měla nést jméno jedné významné provincie.

## Zajímavé objekty
- dům č. 7 bis: hôtel Scarron, v paláci bydlela madame Scarron, budoucí madame de Maintenon. V paláci se nacházejí dva malované stropy ze 17. století.
- dům č. 8: hôtel de Pomponne de Refuge, palác ze 17. století
- dům č. 13: katedrála Sainte-Croix-des-Arméniens